# Polypodium dulce
Polypodium dulce är en stensöteväxtart som beskrevs av Jean Louis Marie Poiret. Polypodium dulce ingår i släktet Polypodium och familjen Polypodiaceae. Inga underarter finns listade.